# Revisio Saxifragarum
Revisio Saxifragarum (abreviado Revis. Saxifrag.) es un libro con ilustraciones y descripciones botánicas que fue escrito por el teólogo, mineralogista, y botánico de Bohemia, creador del Museo Nacional Bohemio en Praga y considerado como el fundador de la moderna paleobotánica Kaspar Maria von Sternberg. Fue publicado en el año 1810 con un primer suplemento en 1822; y un segundo en 1831.